# ラヤゴパル・クリシュナサミ
K.ラヤゴパル（K. Rajagopal、K. Rajagobal、கி.ராஜகோபால்）ことダトゥ・ラヤゴパル・クリシュナサミ（マレー語: Rajagopal Krishnasamy、Rajagobal Krishnasamy、1956年7月10日 - ）は、マレーシアの元サッカー選手、現サッカー指導者。元マレーシア代表。現役時代のポジションはFW。指導者としてもマレーシア代表に携わった経歴を持っている。
また、サッカー解説者としてアストロやFourFourTwoのテレビに出演している。

## 選手歴
PKNS FCのユース出身で1978年にセランゴールFAで選手となった。1981年にサバFAに移籍、1989年まで所属し引退した。

## 代表歴
1980年から1982年にかけて代表として出場したが、得点はなかった。

## 監督歴

### 代表監督以前
1990年にユース時代を過ごしたPKNS FCの監督に就任しサッカー指導者となった。その後、セランゴールFA、ケランタンFAの監督を務めた。

### 代表監督
2004年から2006年にかけてU-19監督に就任し、2007年から2009年にかけてはハリマウ・ムダAつまりマレーシアU-20代表の監督に就任した。ハリマウ・ムダAは彼の下でマレーシア・プレミアリーグを2009年に制覇した。2009年7月にはU-23監督兼A代表監督に就任、サチアナタン・バスカランの後任となった。U-23代表としての初戦はシンガポールU-23代表戦で3-0の勝利、A代表の初戦はジンバブエ代表戦で5-0の勝利と幸先の良い出だしとなった。
彼の指導者としての地位をゆるぎない物にしたのはU-23代表が参戦した2009年東南アジア競技大会であり、8回の優勝を成し遂げているタイU-23代表をグループステージで退け、12月17日の決勝戦でベトナムU-23代表を1-0で打ち破った事である。この優勝によって彼は「King Gopal」の異名を取るようになった。
その後マレーシアリーグXIの監督も務めており、マンチェスター・ユナイテッドFCと対戦したものの、1-0、2-3で共に敗北した。
A代表でも2010 AFFスズキカップで初優勝を齎した。この優勝によって、守備的なスタイルから攻撃的な物に戦術を変えて行くと云う彼の哲学が称賛された。彼の若手を起用したチームは、モハメド・アイディル・ザフアン・アブドゥル・ラザクのような効果的なディフェンダーや多くのカリスマ的選手、そして若手選手を招集外にしたものであったが、ボールポゼッションを高め、良い守備を行い、その冷静な試合運びが優勝に導いた。
2013年末に契約を更改せず、代表監督の任を終えた。その後、ベトナム代表の監督に就任する予定であったが、実現しなかった。

### サラワクFA
2015年9月には、12月からサラワクFAの監督に就任する事が発表された。

## 褒章
2011年6月4日には他66人と共にダトゥの称号を戴いた。

## タイトル

### 監督
マレーシア
- 東南アジアサッカー選手権: 2010
- 東南アジア競技大会: 2009